# Statskuppen i Honduras 2009
Statskuppen i Honduras 2009 ledde till att president Manuel Zelaya avsattes. Zelaya, som representerade PLH och vann valet 2005, avsattes i juni 2009 efter att landets högsta domstol beordrat hans avsättning. Detta skedde på grund av hans försök att anordna en folkomröstning om en grundlagsändring som bland annat skulle ha gjort det möjligt för honom att bli omvald. Efter avsättningen utsåg kongressen talmannen Roberto Micheletti till interimspresident.

## Bakgrund

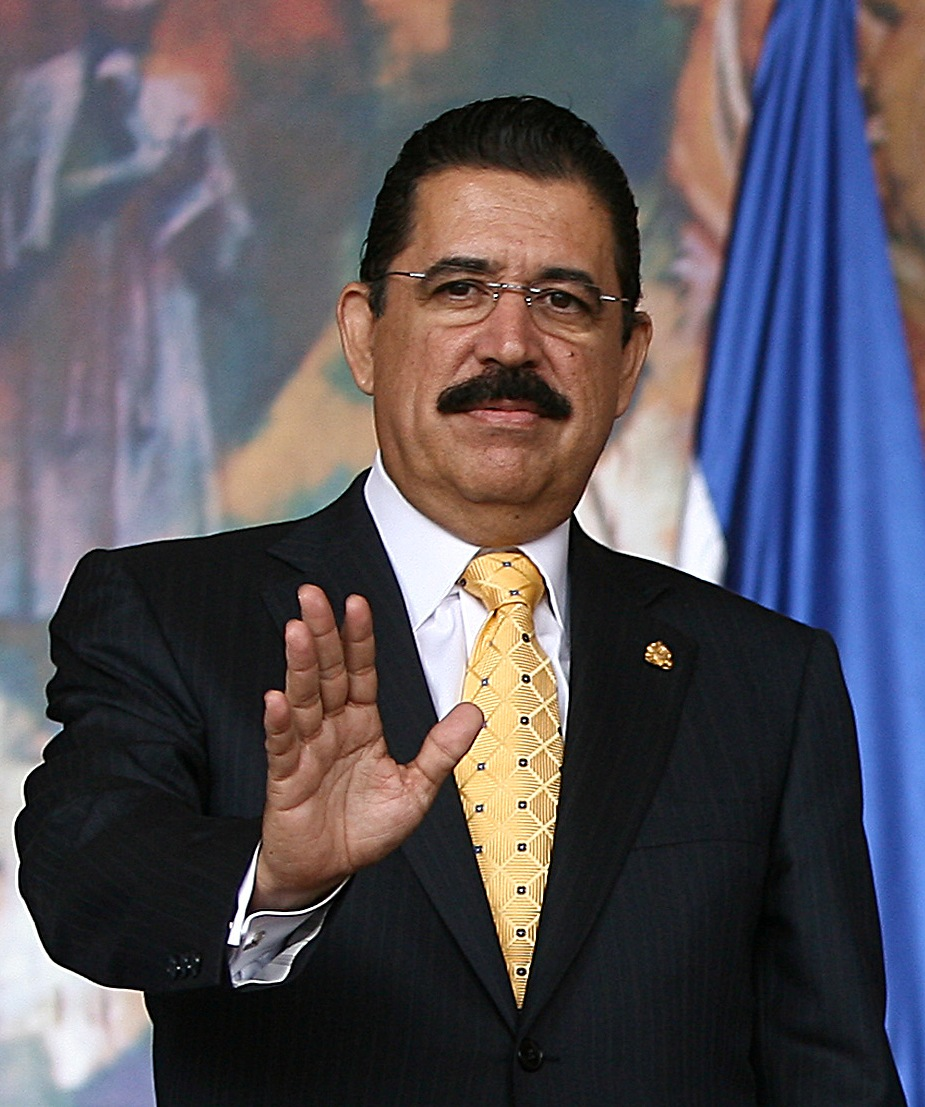
Manuel Zelaya (2007).

År 2005 valdes Manuel Zelaya från det liberala partiet Partido Liberal de Honduras (PLH) till Honduras president. Under sin mandatperiod ansågs han ha rört sig till vänster genom att bland annat höja minimilönen och att gå in i det latinamerikanska samarbetet ALBA, som leddes av Venezuela. Detta vände många i hans eget parti emot honom.
I Honduras hade man aldrig hållit någon folkomröstning men till den 28 juni hade Zelaya utlyst en rådgivande "nationell opinionsundersökning". Utlysningen den 23 mars var dock inte korrekt genomförd, eftersom den inte publicerades i den officiella tidningen. Opinionsundersökningen förbjöds av domstol den 27 maj därför att den ansågs strida mot grundlagen, i alla former, men den 25 juni utfärdade ändå Zelaya ett dekret PCM-020-2009 att den skulle genomföras.
Opinionsundersökningen gällde huruvida Honduras borde välja en konstituerande församling i syfte att skriva en helt ny grundlag. Onsdagen den 23 juni avskedade Zelaya arméchefen general Romeo Vásquez Velásquez då denne vägrade ansvara för logistiken av valurnorna vilket traditionellt var  militärens uppgift. Landets Högsta domstol förklarade några timmar senare avskedandet ogiltigt, återinsatte Romeo Vásquez och beslagtog valmaterialet.
Utanför presidentpalatset samlades en stor folkmassa som sedan, tillsammans med presidenten, begav sig till den militärflygplats där valmaterialet var beslagtagit av domstolen. I strid med domstolsordern, men utan soldaternas ingripande, lastade de över valmaterialet i taxibilar som körde ut det till landets vallokaler.

## Kuppen
Natten mellan lördagen och söndagen den 28 juni stormades presidentpalatset av beväpnad militär som tvingade president Manuel Zelaya ombord på ett plan till Costa Rica.

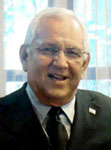
Roberto Micheletti.

Både militären och högsta domstolen förklarade att militären agerat på domstolens direkta order. Förutom att arrestera Zelaya hade de order att ånyo beslagta det stulna valmaterialet. Kongressen samlades under söndagen och valde talmannen Roberto Micheletti till president eftersom denne enligt grundlagens successionsordning stod på tur, då vicepresidenten redan avgått. Under parlamentets sammanträde framhölls ett dokument där Manuel Zelaya avsade sig posten som president. Detta påstods dock senare vara falskt.

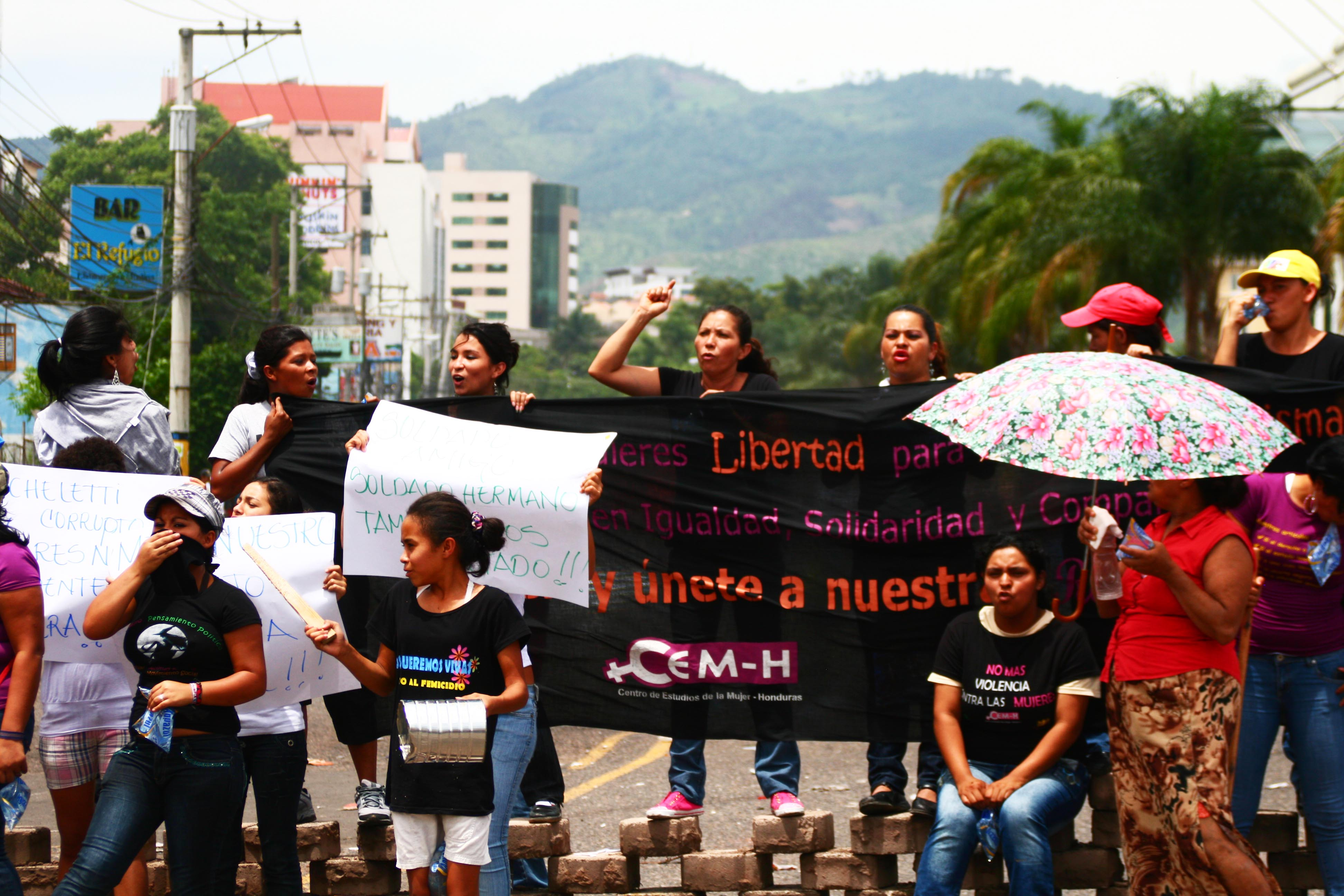
Protester i Honduras den 29 juni 2009.

Högsta domstolen beordrade militären att arrestera den före detta presidenten, vilken  upphört att vara president i samband med att han publicerade dekretet PCM-020-2009. 
Enligt §239 andra stycket i grundlagen upphör nämligen presidenten att vara president "omedelbart" om han ens förordar att ändra första stycket, vilket domstolen den 27 maj  funnit att den så kallade opinionsundersökningen gjorde.

## Reaktioner
Den så kallade "militärledda statskuppen" har fördömts kraftigt av Organization of American States (OAS). USA:s president Barack Obama var snabb med att fördöma "militärkuppen". Även Europeiska unionen uttalade sitt stöd för Manuel Zelaya och inget land har hittills erkänt Michelettis regering. OAS krävde efter sitt andra extra insatta möte att Zelaya skulle återinsättas som president inom 72 timmar (den 5 juli) och några av dess diplomater följde med i det plan som den 5 juli förde in Manuel Zelaya i landet igen trots hot om fängelse. Militären stängde dock av huvudstadens flygplats och en demonstrant sköts till döds, oklart av vilken sida, trots att  medier rapporterat om två dödade.
Interimsregeringens utrikesminister Enrique Ortez bidrog till att ytterligare skärpa tonläget genom rasistiska påhopp på Obama och tvingades avgå.
Enligt Honduras nya regering var det ingen statskupp utan ett lagligt avsättande av en president som satt sig över både lagen och de övriga statsmakterna: högsta domstolen och kongressen. Både den folkvalda församlingen, och den av kongressen utsedda högsta domstolen, var intakta efter maktskiftet, och varken grundlag eller andra lagar upphörde. Även vissa regeringsmedlemmar satt kvar på sina ministerposter efter presidentskiftet. En rapport från den juridiska avdelningen på USA:s kongressbibliotek drog slutsatsen att Honduras kongress agerade lagligt då den avsatte Zelaya. Efter starka politiska påtryckningar att ändra slutsatsen genomförde kongressbiblioteket en ny granskning, med resultatet att de bekräftade den ursprungliga slutsatsen. En konsultrapport till FN kom också fram till att avsättandet gått lagligt till, men även om FN:s generalsekreterare medgav att rapporten existerade så offentliggjordes den inte, och medförde ingen ändring i inställningen. Den i USA baserad människorättsorganisationen Human Rights Foundation genomförde en juridisk analys och kom fram till att Honduras högsta domstol hade laglig rätt och laga skäl att skilja president Zelaya från presidentämbetet, men att vissa formella juridiska fel begicks i processen.
Amnesty International kritiserade kuppregeringen för politiserade domstolar och allvarliga brott mot de mänskliga rättigheterna. I och med Porfirio Lobo Sosas maktövertagande i januari 2010 efter det av somliga kritiserade valet i november 2009 menade människorättsorganisationer att repressionen av regeringskritiker och oppositionella journalister hårdnat. Gemensamt för de journalister som mördats var att de intagit en kritisk hållning till Lobos regering, påstod Sveriges Radio utan att hänvisa till någon källa. En studie  genomförd av internet-tidningen Honduras Weekly visade att bland de mördade journalisterna fanns både sådana som varit uttalat för Micheletti, för Zelaya, och politiskt neutrala, utan klar tendens. Den enda gemensamma nämnaren var att samtliga  rapporterat om den organiserade brottsligheten, dominerad av knarkkarteller. Honduras hade året 2018 en mordfrekvens av 39 mord per 100 000 invånare.